# Cantàbria
Cantàbria (Cantabria en castellà i País Cántabru en càntabre) és un país constituït com a comunitat autònoma situat al nord de l'estat espanyol, és reconeguda com a comunitat històrica en el seu Estatut d'Autonomia. Limita a l'est amb el País Basc (província de Biscaia), al sud amb Castella i Lleó (províncies de Lleó, Palència i Burgos), a l'oest amb el Principat d'Astúries i al nord amb el mar Cantàbric. La seva capital i ciutat més poblada és Santander.

## Toponímia
Han estat diversos els autors que han estudiat l'origen etimològic del nom de Cantàbria. Encara que no se sap amb precisió, la teoria més acceptada pels experts suggereix que deriva de l'arrel celta o lígur cant-, 'roca' o 'pedra' i el sufix -abr, freqüent a les zones celtes i, per tant, es dedueix que el nom significa 'poble que habita les muntanyes o penyes', en referència al territori abrupte i muntanyenc de Cantàbria.

## Història
La primera referència escrita del nom de Cantàbria es remunta a l'any 195 aC, en què l'historiador Cató el Vell en parla en el llibre Orígens del naixement del riu Ebre al país dels càntabres. A partir de llavors, les cites sobre els càntabres i Cantàbria són comunes, ja que els càntabres participaven com a mercenaris en diversos conflictes dins i fora de la península. Sobre l'origen de l'idioma o idiomes dels càntabres s'han mantingut diverses teories, segon es considerés preindoeuropeu o indoeuropeu d'arrel celta. Hi ha constància que van participar en la guerra dels cartaginesos contra Roma durant la Segona Guerra Púnica per les referències de Sili Itàlic (llibre III) i Horaci (llibre IV, oda XIV). Posteriorment, la majoria de les referències es donen a partir de l'inici de les guerres càntabres contra Roma l'any 29 aC. Es conserven a l'entorn de 150 referències d'aquest poble la fama del qual fou reconeguda per grecs i llatins. El seu territori s'estenia més enllà dels límits actuals de la comunitat autònoma: limitava al nord amb la mar Cantàbrica, nom amb què la van batejar els romans; a l'oest amb els cims occidentals de la vall del riu Sella, de l'actual principat d'Astúries; al sud s'estenia fins a l'actual província de Burgos i a l'est fins al riu Agüera.
Després de la caiguda de l'Imperi romà, Cantàbria recuperà la seva independència i la va mantenir davant els atacs del Regne visigot. El rei Leovigild atacà Cantàbria el 574 i va conquerir Amaya i el sud del país, i hi formà una província visigoda amb el nom de Ducat de Cantàbria, que servia com a zona fronterera per controlar els càntabres i alhora els seus veïns els vascons. Al nord de la serralada, els càntabres van conservar la independència i forma de vida fins a la invasió àrab. El 714 els musulmans van envair les valls de l'Ebre i van conquerir Amaya, la capital càntabra, i obligaren els càntabres a formar fronteres bèl·liques per organitzar-ne la defensa.
En les primeres cròniques de la conquesta cristiana, Cantàbria encara era definida com a regió, i s'hi utilitzava el títol de duc de Cantàbria. A partir de llavors, les fonts documentals rarament feien ús del nom de Cantàbria, ja que prevalia el nom d'"Astúries" amb les comarques conegudes com a Astúries de Santillana, Astúries de Trasmiera i Astúries de Laredo. Amb el nucli de la Germandat de les Quatre Viles –Santander, Laredo, Castro Urdiales i San Vicente de la Barquera– es va formar la Germandat dels Maresmes, unint tots els ports importants situats a l'est d'Astúries. Les Quatre Viles van participar activament amb soldats i vaixells en la conquesta d'Andalusia: repoblaren Cadis i El Puerto de Santa María amb famílies provinents dels ports de la mar Cantàbrica. També van participar naus de les Quatre Viles en la presa de Sevilla, en trencar el pont de vaixells que unia Triana i Sevilla, un fet que es representa amb una nau i la Torre del Oro de Sevilla als escuts de Santander i Cantàbria. Amb el regnat dels reis Catòlics va desaparèixer la Germandat dels Maresmes, reemplaçada pel Corregiment de les Quatre Viles.

Làbar cantabre, símbol de Cantàbria. Recreació moderna d'estendard romà basat en l'Estela de Barros

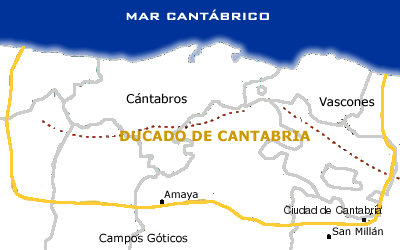
Límits del Ducat de Cantàbria

A partir del segle xvi començà a ser utilitzat a nivell popular i literari el nom de La Muntanya per a designar l'antiga Cantàbria en contraposició a Castella, que es coneixia amb el nom de L'Altiplà. Aquesta distinció encara existeix i és l'origen del gentilici "muntanyenc" (montañés en castellà) com a sinònim de "càntabre". Aleshores, també sorgí un nou interès pels estudis relatius a Cantàbria i els càntabres.
El grau d'autonomia que gaudien les petites entitats en què estava dividit el territori càntabre, conjuminat amb la pobresa de recursos, fou una raó de debilitat davant el centralisme borbònic. Cada vegada era més difícil plantar cara a les dificultats i els problemes de cadascuna de les entitats individualment. Tot això accelerà els contactes entre les viles, les valls i les jurisdiccions, polaritzades en les Juntes de la Província de Nueve Valles, conduïdes pels diputats electes pels òrgans tradicionals d'autogovern. Dos fets van contribuir a la culminació del procés d'integració: l'interès col·lectiu per evitar contribuir a la construcció del pont de Miranda de Ebro, imposat per l'intendent de Burgos el 1775, any en què Cantàbria havia patit dues inundacions severes; i d'altra banda la necessitat de mancomunar-se per protegir-se de la gran quantitat de bandits que actuaven a Cantàbria i la inoperància de la justícia per l'escassetat de recursos. Després de la convocatòria enviada pel diputat general de Nou Valls a la junta que se celebraria a Puente San Miguel el 21 de març del 1777, les jurisdiccions afectades per les dificultats hi van enviar diputats perquè afegissin els seus territoris a la província. El 1778, després d'unes gestions necessàries, se n'assolí la unitat administrativa i jurisdiccional, i el 28 de juliol del 1778 va constituir-se la Província de Cantàbria, que a més de les Nou Valls incloïa la Vila de Santillana del Mar, Lugar de Viérnoles, Vila de Cartes i la seva jurisdicció, Vall de Buelna, Vall de Cieza, Vall d'Iguña, que incloïa les viles de San Vicente i Los Llares, Vila de Pujayo, Vila de Pie de Concha i Bárcena, Vall d'Anievas i Vall de Toranzo. La creació de la província va ser ratificada pel rei Carles III el 22 de novembre del 1779.
Es van establir, a més, facilitats per a la integració futura d'altres jurisdiccions, amb igualtat de drets i deures. Així s'hi van afegir l'abadia de Santilla, les valls de Tudanca, Polaciones, Herrerías, Castañeda, la Vila de Torrelavega i la seva jurisdicció, Vall de San Vicente, Vall de Carriedo, Tresviso i les viles de La Vega, San Roque i San Pedro, així com la ciutat de Santander i la seva abadia. Per la competència de la ciutat de Laredo, l'ajuntament de Santander, que havia començat la titulació de Cantàbria per a la província creada al començament del segle xix, imposà la denominació de Santander perquè no hi hagués dubte de quina n'era la capital. El 1821, data en què la diputació provincial presentà a les corts constitucionals el projecte definitiu sobre els límits de la província i els partits judicials, proposà la denominació de Cantàbria, i l'ajuntament de Santander s'hi va oposar i s'hi imposà el nom de Santander.
L'auge de l'interès sobre el caràcter històric i ancestral de Cantàbria que havia començat des del segle xviii va continuar durant el segle xx, amb un caràcter polític. El Partit Federal de Cantàbria elaborà un Estatut d'Autonomia per a un Estat Federal Càntabre-Castellà el 1936 que mai no va ser aprovat a causa de l'esclat de la Guerra civil espanyola. Com a conseqüència de la guerra i la marginació de qualsevol tendència regionalista o nacionalista, s'oficialitzà l'ús del nom de Santander, encara que el nom de Cantàbria va ser utilitzar per a les federacions esportives.
El 30 de desembre, 1981 va concloure el procés iniciat des de 1979 per l'ajuntament de Cabezón de la Sal, sota la presidència d'Ambrosio Calzada Hernández. Aquest municipi obrí el procés previst en l'article 143 de la constitució espanyola que va dur a l'autonomia de Cantàbria per mitjà del precepte constitucional d'autovern a les "províncies amb entitat regional històrica". Amb l'aprovació de l'Estatut d'Autonomia el 1981 i la signatura del rei, Cantàbria accedí a la seva autonomia i va quedar desenllaçada de Castella i del règim preautonòmic de Castella i Lleó, al qual havia estat afegit. El 1982 es va recuperar el nom de Cantàbria per a la província i la comunitat autònoma.

## Geografia

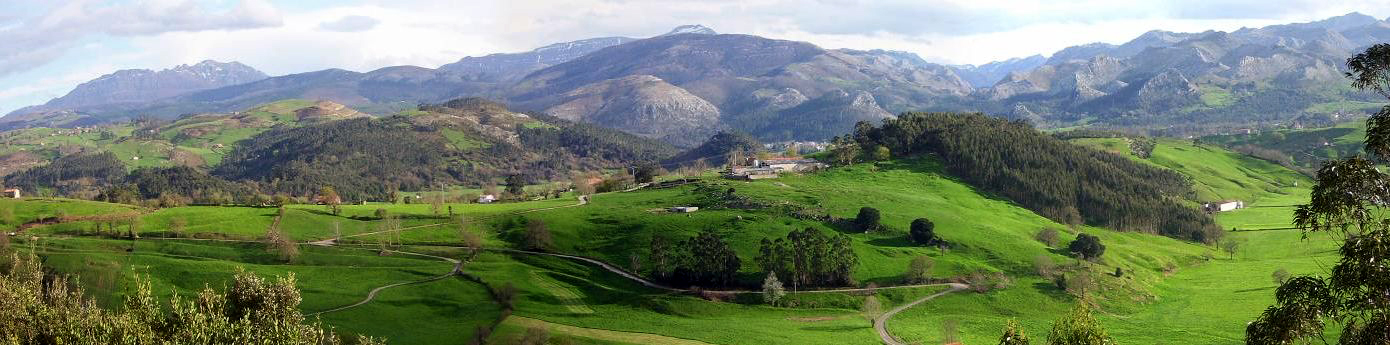
Panoràmica Santa Marina

Cantàbria és una zona muntanyenca i costanera, amb un important patrimoni natural. S'hi distingeixen dues àrees geogràfiques:
- La Marina: una franja costanera de valls baixes, àmplies i de formes suaus; d'una amplària de 10 km i amb una altitud menor de 500 m; limita amb la mar per mitjà d'una línia de rases litorals formant abruptes penya-segats creuats per desembocadures de rius.
- La Muntanya: una llarga barrera de muntanyes abruptes paral·lela a la mar que forma part de la serralada Cantàbrica. És formada en la seva major part per roca calcària afectada per fenòmens càrstics i que cobreixen la major part de Cantàbria. Els cims més alts es troben als Pics d'Europa superiors als 2.500 m.

Cantàbria s'assenta damunt d'estructures del Mesozoic, formades sobretot per calcàries cretàcies intensament plegades. S'ha creat un paisatge morfològic essencialment muntanyós, en el qual predominen les inversions del relleu. Dintre la complexitat del relleu, de direcció latitudinal, cal distingir des de la costa fins a la divisòria amb l'altiplà castellana les unitats següents: una plataforma litoral, les muntanyes de l'interior (La Montaña, 1.500-2.000 m), i les terres de l'alt Ebre. La costa, molt retallada, forma nombroses ries i ports naturals, on es concentra majoritàriament la població. Des de la ria de Suances desapareix la plataforma per tornar a formar-se després de la badia de Santander. Les muntanyes de l'interior són formades per la serralada Cantàbrica, la qual parteix Cantàbria longitudinalment en direcció est-oest, i és unida a l'est amb les muntanyes basques, en direcció vers el sud. A la serralada, als límits entre Astúries i Lleó, destaquen la fossa de la Liébana i els Pics d'Europa, els quals culminen al cim de Peña Vieja (2.613 m). La zona de l'alt Ebre, formada per àmplies valls, anuncia el relleu castellà. El clima és de tipus marítim humit (precipitacions superiors a 1.000 mm anuals) i suau (mitjanes anuals de 13 °C a la costa i inferiors a l'interior). Els principals rius són el Deva, Pas, Nansa, Saja i Besaya.

## Política i govern

### Institucions de govern

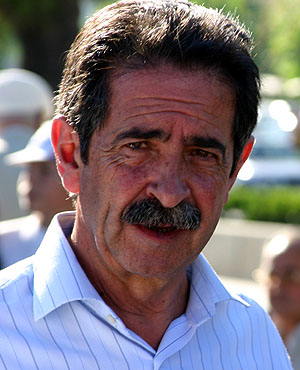
Miguel Ángel Revilla Roiz, president de la comunitat autònoma de Cantàbria de 2003 a 2011, reelegit al 2015

La comunitat autònoma de Cantàbria va aprovar el 30 de desembre del 1981 l'Estatut d'Autonomia que estableix les següents institucions de govern: 
- El Parlament de Cantàbria és la principal institució d'autogovern de la comunitat autònoma, l'òrgan representatiu del poble càntabre, el qual té la potestat legislativa. És constituït per 39 diputats electes per sufragi universal per un període de quatre anys, per mitjà de la representació proporcional en què la comunitat sencera forma una sola circumscripció electoral.
- El president de Cantàbria ocupa la més alta representació de la comunitat autònoma i l'ordinària de l'estat espanyol a Cantàbria; presideix, dirigeix i coordina l'actuació del govern. És el cap del poder executiu. És elegit pel Parlament per majoria absoluta en la primera votació, o simple en la segona, i després és nomenat pel rei estatal.
- El govern de Cantàbria és l'òrgan encarregat de dirigir l'acció política i la funció executiva. És format pel president, el vicepresident i els consellers designats pel president mateix.

Després de diverses legislatures presidides pel Partit Popular, per l'UPCA de Juan Hormaechea o un govern dirigit per una coalició entre el Partit Regionalista de Cantàbria (PRC) i el PSOE-PSC, amb Miguel Ángel Revilla com a president. Posteriorment, la majoria absoluta obtinguda pel Partit Popular a les eleccions de 2011 va permetre que Ignacio Diego en fos escollit president. Actualment torna a governar a Cantàbria el PRC amb el suport del PSOE, amb Revilla com a president autonòmic per segon cop.
Els partits polítics amb representació al Parlament de Cantàbria són: 
- PP 13 diputats
- PRC 12 diputats
- PSOE 5 diputats
- Podemos 3 diputats
- Ciudadanos (com a grup mixt) 2 diputats

### Divisió administrativa

Municipis de Cantàbria

Cantàbria és dividida en 102 municipis; cadascú inclou diverses localitats i aquestes diversos barris. Alguns municipis són homònims amb una de les localitats i d'altres no comparteixen el nom amb cap de les localitats que els integren. Cada municipi està regit per un ajuntament; dos municipis, Tresviso i Pesquera, tenen un Consell Obert, ja que la població és menor als 250 habitants.
El 1999 s'aprovà una llei que estableix que la comarca és una entitat necessària i integrant de l'organització territorial, la qual cosa obrí el procés de creació que està en marxa. La llei estableix que la creació de comarques no n'exigirà la creació a tot el territori fins que no s'hagin creat comarques per al 70% de l'autonomia. Santander quedà exclosa de la llei per formar una àrea metropolitana. Actualment les comarques no gaudeixen d'autonomia ni tenen caràcter administratiu.

## Economia
En l'economia de Cantàbria el sector primari ocupa només el 5,8% de la població activa, principalment en la ramaderia; en l'agricultura destaquen els conreus de blat de moro, patates i hortalisses; la pesca encara hi és important, així com la mineria de zinc i pedreres. El sector secundari ocupa el 30,4% de la població activa i és el sector amb més productivitat, sobretot en la construcció. Altres indústries de Cantàbria són la siderúrgica, la dels aliments, la química, la paperera, la tèxtil i la farmacèutica. El sector terciari ocupa el 63,8% de la població activa.
La taxa d'atur el març del 2007 era del 8,11%, inferior a la de l'estat espanyol. El producte interior brut per capita era de 21.897 €.

## Demografia

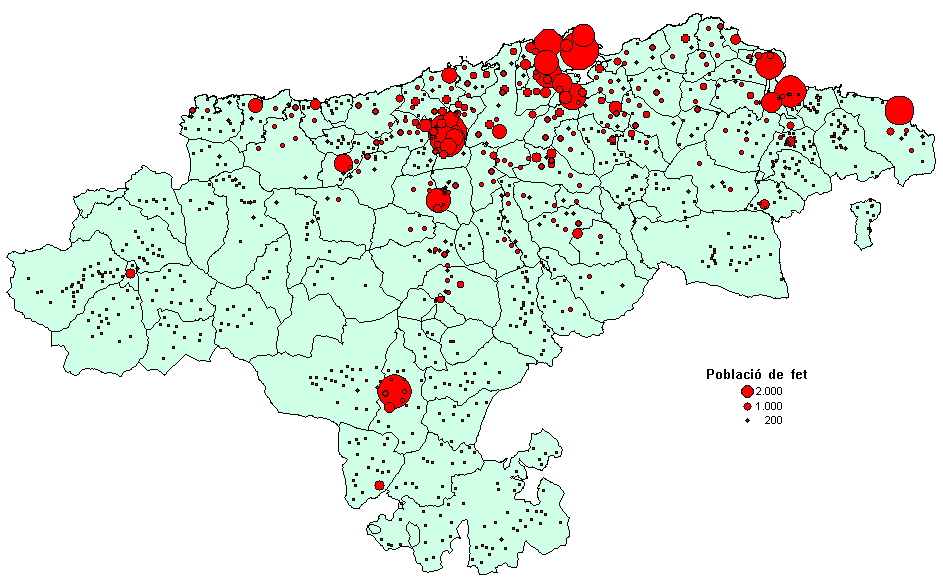
Mapa demogràfic de Cantàbria. Habitants per nucli de població

La població de Cantàbria el 2005 era de 568.091, l'1,25% de la població estatal. La densitat era de 106,8 hab/km² i l'esperança de vida de 75 anys (homes) i 83 anys (dones). A diferència d'altres autonomies, Cantàbria no ha estat una destinació d'immigrants; el 2006 només el 4% de la població càntabra ho era.
Les principals poblacions càntabres es troben al litoral. La capital, Santander, té una població de 183.000 habitants. Torrelavega, el segon nucli urbà i industrial de Cantàbria, té una població de 60.000. Ambdues, tanmateix, formen una sola conurbació o àrea metropolitana. Una altra població, Castro Urdiales, encara que només té 32.000 habitants censats, 60.000 en realitat, la tercera més gran de la comunitat, pertany a l'àrea metropolitana de Bilbao i, per tant, la població flotant és molt major.
El castellà és la llengua oficial de Cantàbria, encara que també s'hi parla el muntanyès o dialecte càntabre (a l'occident i les valls de Pas i Soba), però no té reconeixement oficial. El muntanyès és una parla asturlleonesa amb dos subdialectes: l'oriental i l'occidental.

## Cultura
El 28 de juliol se celebra el Dia de les Institucions de Cantàbria. El segon diumenge del mes d'agost se celebra el Dia de Cantàbria. El 15 de setembre se celebra la festivitat de Nostra Senyora de la Ben Apareguda, patrona de Cantàbria.